# Callistus lunatus lunatus
Callistus lunatus lunatus é uma subespécie de insetos coleópteros pertencente à família Carabidae.
A autoridade científica da subespécie é Fabricius, tendo sido descrita no ano de 1775.
Trata-se de uma subespécie presente no território português.